# Буррели (тюрьма)
Тюрьма Буррели (алб. Burgu i Burrelit) — тюрьма строгого режима, расположенная в окрестностях города Буррели на северо-востоке Албании, на территории районного полицейского участка. В ней могут содержаться до 198 заключённых. В 2011 году в тюрьме находилось 182 арестантов и работало 120 сотрудников исправительных учреждений. Тюрьма Буррели представляет собой одноэтажное строение, разделённое на три зоны и занимающее площадь в 21 000 м².
Тюрьма Буррели закрылась в 1992 году после того, как албанская Демократическая партия свергла диктатуру Албанской партии труда. Она была вновь открыта в 1997 году и ныне входит в число 21 действующей тюрьмы в Албании, будучи одной из пяти, в которых содержатся заключённые, приговорённые к пожизненному заключению, и одной из двух, где люди отбывают наказание за участие в организованной преступности. Ряд гражданских активистов предлагали закрыть тюрьму и сделать из неё мемориал, посвящённый тем, кто был замучен и убит там в период с 1944 по 1992 год.
В мае 2013 года начальник тюрьмы Буррели Демир Чупи был отстранён от своей должности после происшествия с заключённым Зенели, который не вернулся из 5-дневного отпуска, предоставленного ему для того, чтобы он навестил свою жену в Кукесе. Это был третий подобный инцидент за 2013 год.

## История
Планы по созданию тюрьмы в Буррели появились в 1937 году, во время правления албанского короля Ахмета Зогу, но из-за проблем с финансированием она была закончена только в 1939 году.
В тюрьме Буррели содержались политические заключенные до и во время режима Энвера Ходжи, многие из них были заключены туда без надлежащей правовой процедуры. Там они подвергались пыткам и содержались в нечеловеческих условиях. В период диктатуры в Албании могло действовать более сотен тюрем, но тюрьма Буррели наряду с тюрьмами Кяфе Бар и Спач отличалась среди них наиболее жёсткими порядками. В конечном итоге в заключение стали попадать многие люди, занимавшие видные посты в партийном аппарате Народной Социалистической Республики Албании, а также и члены их семей. Кроме того, в тюрьме содержались и обвинённые в религиозном исповедании, а также связанные с оппозиционным движением в какой-любой форме. Лица, обвинявшиеся в оппозиционной деятельности, получали срока не менее 20 лет, но многим их даже продлевали. Так Петер Арбнори, прозванный «Балканским Манделой», просидел в тюрьме Буррели 28 лет.

## Известные заключённые
- Петер Арбнори — школьный учитель, диссидент, проведший в заключении в тюрьме Буррели более 28 лет.
- Сократ Додбиба — экономист, министр финансов Албании[англ.] в 1943—1944 годах, умер в тюрьме.
- Мемет Хамзо — провёл в тюрьме Буррели 19 лет, основатель Ringjallja, одной из первых организаций, основанных в середине 1990-х годов в Албании, которая предоставляла экономическую и социальную поддержку преследуемым семьям, бывший совладелец Kantina Skënderbeu.
- Симон Юбани[англ.] — католический священник, арестованный во время службы в Миредите, провёл в тюрьме Буррели 26 лет.
- Кристо Кирка[англ.] — глава бостонского филиала албанской организации «Ватра — паналбанская федерация Америки[англ.]», работавший также в её газете Dielli[англ.] и активист Бали Комбетар. Умер в тюрьме[7]
- Костак Кота — премьер-министр Албании на момент открытия тюрьмы, был приговорён к смертной казни и умер от пыток, находясь в тюрьме.
- Фатос Любоня — бывший руководитель Албанского национального телевидения, заключенный в тюрьму за выражение оппозиции режиму после советско-албанского раскола в 1960 году.
- Зеф Пелумби — католический священник, заключённый в тюрьму Буррели во время режима Ходжи.
- Башким Шеху — писатель и сын Мехмета Шеху, члены семьи которого были казнены или заключены в тюрьму при режиме Ходжи. Останки жены Мехмета были найдены недалеко от деревни Ндрок[англ.] в 2000 году[8].

## В массовой культуре
Согласно черновику сценария Дэвиса Гуггенхайма 2014 года к фильму «Плохие парни навсегда» действие начиналось в тюрьме Буррели.